# Sudarśana ćakra

Flaga Królestwa Syjamu z 1782 roku z motywem dysku Sudarśana ćakra.

Sudarśanaćakra (sanskryt: सुदर्शन चक्र) – w mitologii indyjskiej rodzaj dysku z wieloma ostrzami, stanowiącego broń boga Wisznu w jego walce z demonami i jeden z jego atrybutów, obok muszli, maczugi i lotosu. Sudarśana ćakra bywa personifikowana w formie męskiej postaci dzierżącej różne rodzaje broni w ośmiu lub szesnastu rękach.
Do tego motywu nawiązuje m.in. nazwa i godło dynastii Czakri, panującej w Tajlandii.